# Elmera
Elmera là một chi thực vật có hoa trong họ Saxifragaceae.